# 瀋陽大東副食品商場爆炸案
2025年1月26日，中華人民共和國遼寧省瀋陽大東區東順城街大東副食品商場附近發生爆炸，爆炸威力强大，造成多人受傷。
由于中共中央总书记習近平在該事件發生3天前視察了該市場，导致此次爆炸事件的信息在中国大陆被封锁。

## 背景
大東副食品商場，是一家位於中國遼寧省瀋陽市的大型副食品市場。該市場可追溯至約兩百年前，自1956年公私合營後，1984年更名為「大東副食品商場」，目前由市屬國有企業瀋陽副食集團經營。市場內銷售的商品種類繁多，包括溝幫子熏雞、八旗手工香腸及四喜丸子等，每日客流量2萬人次。
2025年1月23日上午，習近平視察了大東副食品商場和大東區長安街道長安小區，考察當地臨近農曆新年期間的市場供應情況，並關注民生議題。

## 爆炸
據《紅星新聞》報導指，當地時間2025年1月26日中午12時36分，瀋陽大東區副食品市場門口附近靠近東順城街和育才北巷交界的行人路發生爆炸。根據網絡流傳的影片，爆炸源於一輛電動單車，爆炸發生時，市場門口聚集了大量人群，有目擊者稱聽見巨大的爆炸聲，冒出火光和濃煙，並感覺到強烈的震動。
爆炸威力強大，造成多名行人當場倒地，其中包括老年人，而人群陷入恐慌，紛紛逃離現場。此外，爆炸還導致多輛汽車損毀，附近的建築物也受到一定程度的損壞。

## 調查
事發後，當地警方迅速封鎖現場，並展開調查。
對於爆炸原因，當局尚未給出明確的解釋。網上流傳的影片顯示，爆炸前有一名手持白色膠袋，被帽子遮蔽臉容的黑衣男子曾在電動單車附近逗留，隨後電動單車發生爆炸。

## 後續
在26日晚，《紅星新聞》率先報導爆炸案，但該報道很快被刪除，不再刊登。此爆炸案在中國社交媒體上迅速發酵，引發網民的廣泛討論。然而，相關話題很快遭到平台的刪除，微博、抖音等社交媒體和百度搜索引擎上的相關搜索結果被清空，甚至網民分享的目擊證據也遭屏蔽。
針對爆炸事件，美國之音致電大東副食品商場進行求證。商場方面否認發生爆炸，強調商場運作正常。同時，美國之音記者多次撥打瀋陽市瀋河區公安局電話，但均無人接聽。